# Atlético Fútbol Club
Atlético Fútbol Club es un club de fútbol de la ciudad de Cali, Valle del Cauca, Colombia. Desde su creación en 2005 como Depor Fútbol Club Cartago el club ha cambiado su nombre varias veces entre las que se encuentran Depor Fútbol Club Jamundí en 2006 hasta 2008, Depor Fútbol club Aguablanca 2009 hasta 2015 y lo que hoy en día es conocido como Atlético de Cali desde 2016 hasta la actualidad. Su primer equipo masculino milita en la Categoría Primera B, Segunda División del fútbol profesional en Colombia y disputa sus partidos como local desde la temporada 2015/16, en el Estadio Olímpico Pascual Guerrero, con capacidad de 35 405 espectadores.

## Historia
El club fue fundado a finales del 2004 como Pereira FC por Habib Merheg tras adquirir los derechos deportivos del desaparecido Real Sincelejo, esto como medida preventiva que buscaba evitar que la capital de Risaralda se quedará sin fútbol profesional ante una posible quiebra del Deportivo Pereira. Siendo que Deportivo Pereira pudo saldar su crisis económica y seguir jugando en la ciudad homónima el Pereira FC cambiaría de administradores y accedería al profesionalismo en 2005 bajo el nombre de Depor FC e iniciaría jugando en el vecino municipio de Cartago, departamento del Valle del Cauca.
Al año siguiente, el club se trasladó al municipio de Jamundí, en el mismo departamento. Durante las temporadas 2006 y 2008 su sede fue el Estadio Cacique Jamundí. Su máximo logro fue el haber clasificado dos veces a los cuadrangulares semifinales en el 2007 y 2008 en el torneo finalización bajo el mando del entrenador Julio Valdivieso.
Para el 2009 se trasladó nuevamente de sede, esta vez su hogar fue el Distrito de Aguablanca de la ciudad de Santiago de Cali, capital del departamento vallecaucano. Esto se realizó sin que hubiera venta del club o cambio de directivos.
Cabe resaltar que el principal motivo fue la falta de apoyo en Jamundí, y el apoyo brindado por las Empresas Municipales de Cali (EMCALI) como parte de un trabajo social con jóvenes en el sector de Aguablanca.
El equipo juega sus partidos como local en el Estadio Olímpico Pascual Guerrero. Durante el 2010 se trasladó temporalmente a Jamundí debido a las remodelaciones hechas en el estadio Pascual Guerrero, al cual retornaría para la segunda parte de la temporada 2011, una vez finalizada la Copa Mundial Sub-20 de la FIFA.
En la campaña 2014 el club viene luchando con altibajos en la Primera B, sin embargo las divisiones menores vienen cosechando triunfos en dos torneos nacionales y uno internacional bajo el mando del entrenador Fatmir Pérez Mardini.
Para el 2015 se creía que desaparecería pero su presidente desmintió estos rumores y el club seguirá en la ciudad de Cali.

### Crisis institucional
En 2016 el entonces Depor entró en una crisis institucional que por poco lleva a su desaparición, esto a raíz de irregularidades con respecto a la compra de los derechos deportivos del desaparecido club Real Sincelejo.
En 2005 el representante legal de Real Sincelejo Edgar Paternina Revollo vendió sin autorización de la junta directiva los derechos deportivos del equipo al Club Deportivo Pereira S.A.. (no confundir con la Corporación Cultural, Social y Deportiva de Pereira), equipo que luego se trasladó a Cartago y asumió el nombre de Depor Cartago.
En 2009 ante la denuncia de la junta directiva del Real Sincelejo la Fiscalía General de Colombia abrió investigación al respecto, lo que seis años después conduciría a que Tribunal Superior del Distrito Judicial de Sincelejo dictó sentencia contra Paternina, condenando a tres años de prisión, y a que la venta de los derechos deportivos de Real Sincelejo fuera anulada por vicios de trámite. Fue así como en 2015 la junta directiva del Real Sincelejo recobró los derechos deportivos, sin embargo por falta de presupuesto y carencia de nómina se planteaba imposible buscar disputar el torneo de ascenso 2016; ante dicha perspectiva los directivos de Real Sincelejo consideraron la posibilidad de vender los derechos deportivos al equipo de fútbol aficionado Tolima Real, del padrastro del jugador de la Selección Colombia James Rodríguez el cual aspiraba a acceder al profesionalismo.
A principios de 2016 las directivas de Tolima Real iniciaron la disputa en torno a su pretendido derecho a jugar el torneo de ascenso ya que el fallo judicial había dejado sin efectos la venta de la ficha del entonces Real Sincelejo; a lo anterior se sumó que obrando conforme a dicho fallo Coldeportes quitó el reconocimiento deportivo al Depor FC, lo cual no le permitió jugar en la fecha correspondiente las primeras fechas del torneo de ascenso y la Copa Colombia de 2016.
Ante lo complejo de la situación finalmente los directivos del Depor FC decidieron acabar dicha institución y refundarla el 15 de diciembre de 2015. Sobre sus mismas bases el Atlético Fútbol Club, o simplemente Atlético FC y buscar su reconocimiento deportivo apelando esta vez ante la Superintendencia de Sociedades, argumentando que en cuanto al caso de Real Sincelejo, el Deportivo Pereira, y por ende el Depor FC, figuraba como un tercero ajeno a un proceso penal. Finalmente la Superintendencia de Sociedades falló a favor de los directivos del ahora Atlético FC, falló que se tomó como vinculante para Coldeportes y a su vez para la Dimayor.
Por su parte los directivos del Tolima Real manifestaron que ningún ente estaba por encima de la fiscalía y que la decisión de la Dimayor se tomó en busca de favorecer los intereses del Atlético FC y el Deportes Tolima; pese a todo ello sus reclamos no tuvieron ningún efecto.

### 2016 al 2021
Superados los problemas jurídicos Atlético pudo jugar los dos torneos en que estaba inscrito, quedando último en la clasificación general del torneo de ascenso y segundo en su grupo de Copa Colombia, no obstante sin poder acceder a jugar segunda ronda del torneo al ser el peor equipo clasificado en segundo puesto. A lo largo de la temporada Atlético tuvo un muy pobre desempeño habiendo ganado solo 8 juegos de 38 disputados.
En el torneo apertura de la temporada 2021-I clasificó de octavo a los cuadrangulares del Torneo de Ascenso donde quedó cuarto del Grupo B.

## Símbolos

Escudo de la ciudad de Cartago, Valle; el sol que en este aparece inspiró el que históricamente ha figurado en el logo del Atlético Fútbol Club

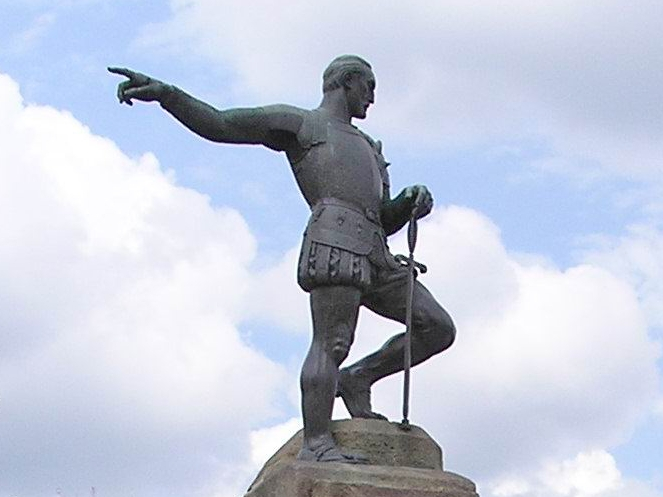
La silueta de la estatua de Sebastián de Belalcázar fue incorporado junto a la del cerro de las tres cruces en el escudo del equipo en 2017

### Escudo
A lo largo de sus siete años de existencia el equipo a presentado variaciones de su escudo en seis ocasiones y a cambiado su diseño en tres oportunidades.
En el año 2005, mientras jugó en la ciudad de Cartago el equipo tuvo como colores distintivos en su emblema los del escudo de armas de dicha ciudad: rojo y amarillo; es de dicho escudo de donde se inspira la representación del sol que ha figurado en cada uno de los escudos del equipo.
Con su cambio de sede a Jamundí se remplazó el color rojo por el azul celeste, se remplazó el color dorado de la línea central por blanco y se conservó el color dorado de las franjas laterales, ya que dichos colores hacen, en gran medida, parte del escudo y la bandera de municipio. Además de lo anterior se añadió al escudo la escritura JAMUNDÍ, en letras doradas y justo debajo del dibujo del sol.
Un nuevo traslado, esta vez al distrito caleño de Aguablanca, trajo nuevos cambios, si bien no en la forma del escudo sí en algunos detalles. Donde antes aparecía el nombre JAMUNDÍ ahora aparecía Cali en letras blancas, y en medio del escudo, de forma vertical la palabra AGUABLANCA en color celeste.
El segundo escudo del equipo se trató de uno menos estilizado y en el cual la figura del sol se transformaba en la central del diseño. Los colores cambiaron, esta vez inspirándose en los del club argentino Boca Juniors (no confundir con el club colombiano Boca Juniors, que regresó al profesionalismo a mediados del año 2019 sustituyendo al Universitario de Popayán).
Con la crisis institucional que condujo al cambio de nombre se produjo el tercer diseño que ha usado el equipo y el cual en gran medida es el diseño actual, un escudo que recuerda en su forma y bordes al de Independiente Santa Fe. El color azul marino fue conservado, mientras el color dorado desaparece casi por completo, conservándose solo en la figura del sol; en la parte inferior y en la tonalidad azul del escudo aparece inscrita la palabra CALI. En el año 2017 se añadieron al escudo la silueta en color azul marino del monumento a Sebastián de Belalcázar y el Cerro de las Tres Cruces, y el color de la palabra CALI se cambió a blanco para que pudiese continuar figurando en el emblema, así mismo el color dorado figura nuevamente al serle añadido al escudo un borde de dicho color.

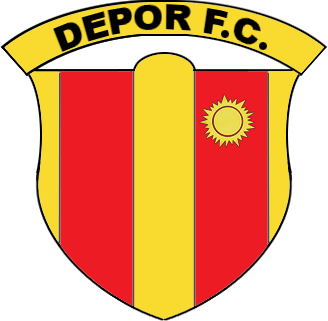
2005
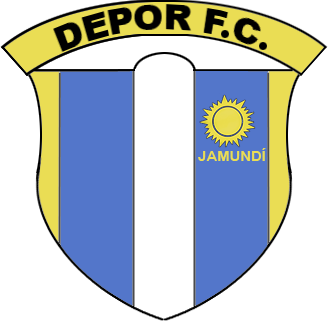
2006 - 2008

### Uniforme
- Uniforme titular: Camiseta blanca con detalles azules y dorados, pantaloneta blanca y medias blancas.
- Uniforme suplente: Camiseta azul con detalles dorados y blancos, pantaloneta azul y medias azules.
- Tercer uniforme: Camiseta dorada con detalles azules y blancos , pantaloneta dorada y medias azules.

|  |  |  |

## Estadio
El club ha tenido su sede en tres estadios distintos, los correspondientes a las poblaciones en las que ha jugado: el estadio Santa Ana de Cartago, el estadio Cacique Jamundí en Jamundí y finalmente el estadio Pascual Guerrero en Cali.
En 2009 la gobernación del Valle del Cauca anunció la construcción de un estadio propio para el Depor FC, el cual llevaría el nombre de La Bombonera de Aguablanca y estaría dotado con cancha sintética y tendría un aforo de entre 15.000 a 25.000 espectadores. Pese a la constante ratificación de la gobernaciópn en dicho proyecto este nunca fue concretado.

### Nombres
- (Depor Cartago) 2005
- (Depor Jamundí) 2006-2008
- (Depor Aguablanca) 2009-2015
- (Atlético Fútbol Club) 2016-Actual

## Rivalidades

### Clásico Canterano
Orsomarso vs Atlético
| Rival     | PJ | PG | PE | PP | GF | GC | Dif |
| --------- | -- | -- | -- | -- | -- | -- | --- |
| Orsomarso | 20 | 10 | 3  | 8  | 19 | 18 | -1  |

Desde que Orsomarso llegó al Profesionalismo y Atlético obtuvo su reconocimiento deportivo, se ha estado creando una rivalidad entre estos clubes, podría decirse que es el clásico vallecaucano de la segunda división en Colombia. De veinte partidos jugados entre ambos equipos (dieciséis por torneo de primera B y cuatro por Copa Colombia) ocho de los juegos se han saldado con victoria para Atlético y nueve para el Orsomarso y han empatado en 3 ocasiones, su primer partido oficial se jugó por la Copa Colombia del 2016 el cual el Atlético saldría victorioso por 2 - 1 como local, históricamente el resultado con mayor diferencia de gol el partido Atlético 0 Orsomarso 3, jugado el 2 de abril de 2017 por Torneo Águila.

### Clásico Azul y Oro
Boca Juniors vs Atlético
| Rival        | PJ | PG | PE | PP | GF | GC | Dif |
| ------------ | -- | -- | -- | -- | -- | -- | --- |
| Boca Juniors | 4  | 3  | 1  | 0  | 6  | 3  | 3   |

Desde que Boca Juniors regresó al profesionalismo a mediados del año 2019 (sustituyendo al Universitario de Popayán), se ha estado creando una rivalidad entre la Ciencia Boquense (como se le conoce popularmente al Boca Juniors) y el Atlético, hasta la fecha ambos clubes se han enfrentado en dos ocasiones, ambos juegos se han saldado con victoria para Atlético, en el primer partido jugado entre ambos clubes (que se jugó el 18 de agosto de 2019) se impuso el Atlético 2 - 1 ante el Boca Juniors, y en el segundo partido jugado entre ambos clubes (que se disputó el 1 de febrero de 2020) se impuso el Atlético 1 - 0 ante el Boca Juniors. A este apasionante clásico vallecaucano se le conoce como el derby Azul y Oro ya que los colores característicos de ambos clubes son el Azul y Oro.

## Datos del club
- Temporadas en 1.ª: 0
- Temporadas en 2.ª: 17 (2005-presente).
- Mayor goleada conseguida:
  - En Segunda división: 4-1 al Córdoba F.C. el 5 de agosto de 2007 en Jamundí
  - En Copa Colombia: 3-1 al América de Cali el 5 de mayo de 2010.
- Mayor goleada encajada:
  - En Segunda división: 6-1 con Patriotas Boyacá el 7 de mayo de 2011 en Tunja.[32][33] y 7-2 con Deportivo Pereira el 2 de agosto de 2016 en Pereira.[34]
  - En Copa Colombia: 7-4 con Once Caldas el 3 de septiembre de 2008 en Manizales.[35]
- Mejor puesto:
  - En Segunda división: 6º (2008) siendo Depor
  - En Segunda división: 8°(2021-I) como Atlético
  - En Copa Colombia: 8º (2008, Segunda fase)
- Peor puesto:
  - En Segunda división: 18º (2014)
  - En Copa Colombia: 5º (2010, Grupo E)

### Resultados históricos del club
| | Liga | Liga | Liga | Liga | Copa nacional | Copa nacional | Copa nacional | Copa nacional | Internacional | Internacional | Internacional | Internacional | Otras | Otras | Otras | Otras | Totales | Totales | Totales | Totales     | Totales | Totales | Totales | Totales |
| P. | G.   | E.   | D.   | P.   | G.            | E.            | D.            | P.            | G.            | E.            | D.            | P.            | G.    | E.    | D.    | P.    | G.      | E.      | D.      | % Victorias | G. F.   | G. C.   | D. G.   |         |
| Consolidado total | 440  | 117  | 110  | 213  | 84            | 22            | 22            | 40            | 0             | 0             | 0             | 0             | 0     | 0     | 0     | 0     | 524     | 139     | 132     | 253         | 26.5%   | 556     | 772     | -176    |
| --- | ---- | ---- | ---- | ---- | ------------- | ------------- | ------------- | ------------- | ------------- | ------------- | ------------- | ------------- | ----- | ----- | ----- | ----- | ------- | ------- | ------- | ----------- | ------- | ------- | ------- | ------- |
| P.= Partidos; G. = Ganados; E. = Empatados; D. = Derrotas; G. F. = Goles a favor; G. C. = Goles en contra; D. G. = Diferencia de goles Actualizado hasta el 8 de enero de 2017. |      |      |      |      |               |               |               |               |               |               |               |               |       |       |       |       |         |         |         |             |         |         |         |         |

## Jugadores

### Extranjeros
| Nacionalidad | N.º | Jugadores                                       |
| ------------ | --- | ----------------------------------------------- |
| Venezuela    | 3   | Miguel Granobles, Jesús Cortez y Carlos Victora |
| Argentina    | 2   | Junior Ischia y Juan Manuel Varea               |
| Brasil       | 2   | Márcio Cruz y Clodoaldo                         |
| Ecuador      | 2   | Jefferson Isidro Torres y Ronny Santos          |
| Perú         | 1   | Mario Villanueva                                |
| Uruguay      | 1   | Alexis Viera                                    |
| México       | 1   | Ivan Ramírez                                    |
| España       | 1   | Iraultza Arrese                                 |
| Costa Rica   | 1   | Eric Sánchez                                    |

## Entrenadores

### Listado de todos los tiempos
| N•                                 | Nombre                  | Periodo                                         |
| Depor de Cartago (2005)            | Depor de Cartago (2005) | Depor de Cartago (2005)                         |
| ---------------------------------- | ----------------------- | ----------------------------------------------- |
| 1.                                 | Desconocido             | 2005                                            |
| Depor de Jamundí (2006-08)         |                         |                                                 |
| 2.                                 | Álvaro Zuluaga          | 2006                                            |
| 3.                                 | Julio Valdivieso        | 2007                                            |
| 4.                                 | Jorge Bermúdez          | 2007 - 2008                                     |
| --                                 | Julio Valdivieso        | 2008                                            |
| Depor de Aguablanca (2009-2015)    |                         |                                                 |
| 5.                                 | Felix Valverde Quiñones | 2009                                            |
| 6.                                 | Nelson Abadía           | 2009                                            |
| --                                 | Álvaro Zuluaga          | 1 de enero de 2010 - 31 de diciembre de 2010    |
| 7.                                 | Víctor Bonilla          | 4 de enero de 2011 - 9 de mayo de 20111         |
| 8.                                 | Walter Aristizabal      | 31 de mayo de 2011 - 28 de octubre de 2011      |
| 9.                                 | Albeiro García          | 1 de enero de 2012 - 31 de julio de 2012        |
| 10.                                | Jhon Jairo López        | 31 de julio de 2012 - 26 de mayo de 2013        |
| Atlético Fútbol Club (2016-actual) |                         |                                                 |
| 11.                                | Victor Sicacha          | 31 de mayo de 2013 - 31 de mayo de 2016         |
| 12.                                | Carlos Palacios         | 31 de mayo de 2016 - 1 de agosto de 2016        |
| 13.                                | Jorge Larrahondo        | 7 de agosto de 2016 - 27 de diciembre de 2016   |
| 14.                                | Luis Eduardo Gómez      | 1 de enero de 2017 - 31 de diciembre de 2017    |
| 15.                                | Giovanni Hernández      | 4 de enero de 2018 - 23 de noviembre de 2023    |
| 16.                                | Clodoaldo               | 27 de noviembre de 2023-12 de noviembre de 2024 |
| 17.                                | Andrés Sicachá          | 14 de noviembre de 2024-presente                |